# Sulphur Springs (Texas)
Sulphur Springs es una ciudad ubicada en el condado de Hopkins en el estado estadounidense de Texas. En el censo de 2019 tenía una población de 16 234 habitantes y una densidad poblacional de 305,16 personas por km².

## Geografía
Sulphur Springs se encuentra ubicada en las coordenadas 33°8′35″N 95°36′53″O / 33.14306, -95.61472. Según la Oficina del Censo de los Estados Unidos, Sulphur Springs tiene una superficie total de 61.16 km², de la cual 52.37 km² corresponden a tierra firme y (14.38%) 8.79 km² es agua.

## Demografía
Según el censo de 2010, había 15449 personas residiendo en Sulphur Springs. La densidad de población era de 252,6 hab./km². De los 15449 habitantes, Sulphur Springs estaba compuesto por el 75.07% blancos, el 12.7% eran afroamericanos, el 0.52% eran amerindios, el 0.52% eran asiáticos, el 0.09% eran isleños del Pacífico, el 8.33% eran de otras razas y el 2.76% pertenecían a dos o más razas. Del total de la población el 15.92% eran hispanos o latinos de cualquier raza.